# Miguel de Germán Ribón
Miguel de Germán Ribón Valenzuela (París 1920 - Bogotá 16 de septiembre de 2012) fue un floricultor y diplomático colombiano de ascendencia francesa.

## Biografía
Nacido en París donde vivió 21 años, luego viajó a Colombia, fundó para 1959 en Bogotá la floristería Rosas Don Eloy,y fue dueño de la finca La Conchita en Bojacá (Cundinamarca) siendo uno de los pioneros de la floricultura en Colombia junto a Edgar Wells. Graduado en Ciencias Políticas, fue concejal de Bojacá (Cundinamarca). En 1972 fue nombrado embajador de Colombia en Francia por el gobierno de Misael Pastrana. Fue secuestrado por el Movimiento 19 de abril (M-19) entre marzo y septiembre de 1978,conjuntamente con unos miembros de los Tupamaros del Uruguay, quienes después fueron capturados. Continuó con su empresa de floristería de exportación.

## Familia
Su familia procedía de Mompox (Bolívar) pero de ascendencia francesa, se había trasladado a París a finales del siglo XIX. Casado con Laura Chiesa Gautier.